# Софронієво
Софро́нієво (болг. Софрониево) — село у Врачанській області Болгарії. Входить до складу общини Мизія.

## Населення
За даними перепису населення 2011 року у селі проживала 1561 особа.
Національний склад населення села:
| Національність   | Кількість осіб | Відсоток |
| ---------------- | -------------- | -------- |
| болгари          | 1450           | 97,4%    |
| цигани           | 28             | 1,9%     |
| турки            | 0              | 0%       |
| інша             | 4              | 0,3%     |
| не визначились   | 7              | 0,5%     |
| Всього відповіли | 1489           |          |

Розподіл населення за віком у 2011 році:
Динаміка населення: